# 2013 год в истории железнодорожного транспорта
2013 год в истории железнодорожного транспорта

## События

### В России
- 9 мая — крушение грузового поезда по станции Белая Калитва.
- 7 июля — на участке Кущевка — Тихорецкая Северо-Кавказской железной дороги произошло крушение пассажирского поезда.
- 1 августа — открыт участок железной дороги Солнечная — Новопеределкино (Киевское направление МЖД).
- 16 сентября — высокоскоростными поездами «Сапсан» перевезён 10-миллионный пассажир[1].
- 29 декабря — совершён теракт на железнодорожном вокзале в Волгограде.

### В мире
- Январь — New Orleans Regional Transit Authority (UPT)/открытие новой трамвайной линии на Loyola авеню.[2]
- 11 февраля — Манчестерский метрополитен открыл новое железнодорожное направление в город Droylsden.[3]
- 6 июля — В провинции Квебек сошёл с рельсов грузовой поезд, перевозивший 73 цистерны с сырой нефтью. В результате крушения несколько цистерн загорелись и взорвались. 33 человека погибли, ещё 17 человек числятся пропавшими без вести.
- 12 июля — Пассажирский поезд, следовавший по маршруту Париж — Лимож, сошёл с рельсов в департаменте Эсон. 6 человек погибли, около 200 пострадали[4].
- 24 июля — Пассажирский поезд, следовавший по маршруту Мадрид—Ферроль, потерпел крушение в районе города Сантьяго-де-Компостела. 79 человек погибли, 140 ранены[5].
- 30 декабря — В штате Северная Дакота грузовой поезд, перевозивший 106 цистерн с нефтью, столкнулся с пикапом. В результате крушения несколько цистерн загорелись и взорвались, затем в поезд врезался другой состав, в результате чего произошёл ещё один взрыв. Предварительно известно, что жертв и пострадавших нет[6].

## Новый подвижной состав
- Запущен в серию тепловоз 3ТЭ116У.
- На ЛТЗ возобновлена сборка электровозов 2ЭЛ4.
- БМЗ построены тепловозы ТЭМ19, ТЭМ33, ТЭМ35, ТЭМ-ЛТХ.
- Новочеркасским электровозостроительным заводом начата сборка электровозов 2ЭС5.
- УЗЖМ начал сборку электровозов 2ЭС7 (11201) и 2ЭС10 «Святогор», а также электропоездов «Ласточка».
- ДМЗ начал сборку электропоездов ЭД4М для частных перевозчиков.
- Для КТЖ начат выпуск электровозов KZ8A.